# Chaitophorinae
Sous-famille
Les Chaitophorinae sont une sous-famille de pucerons de la famille des Aphididae. Il en existe environ 12 genres et plus de 180 espèces décrites,.   

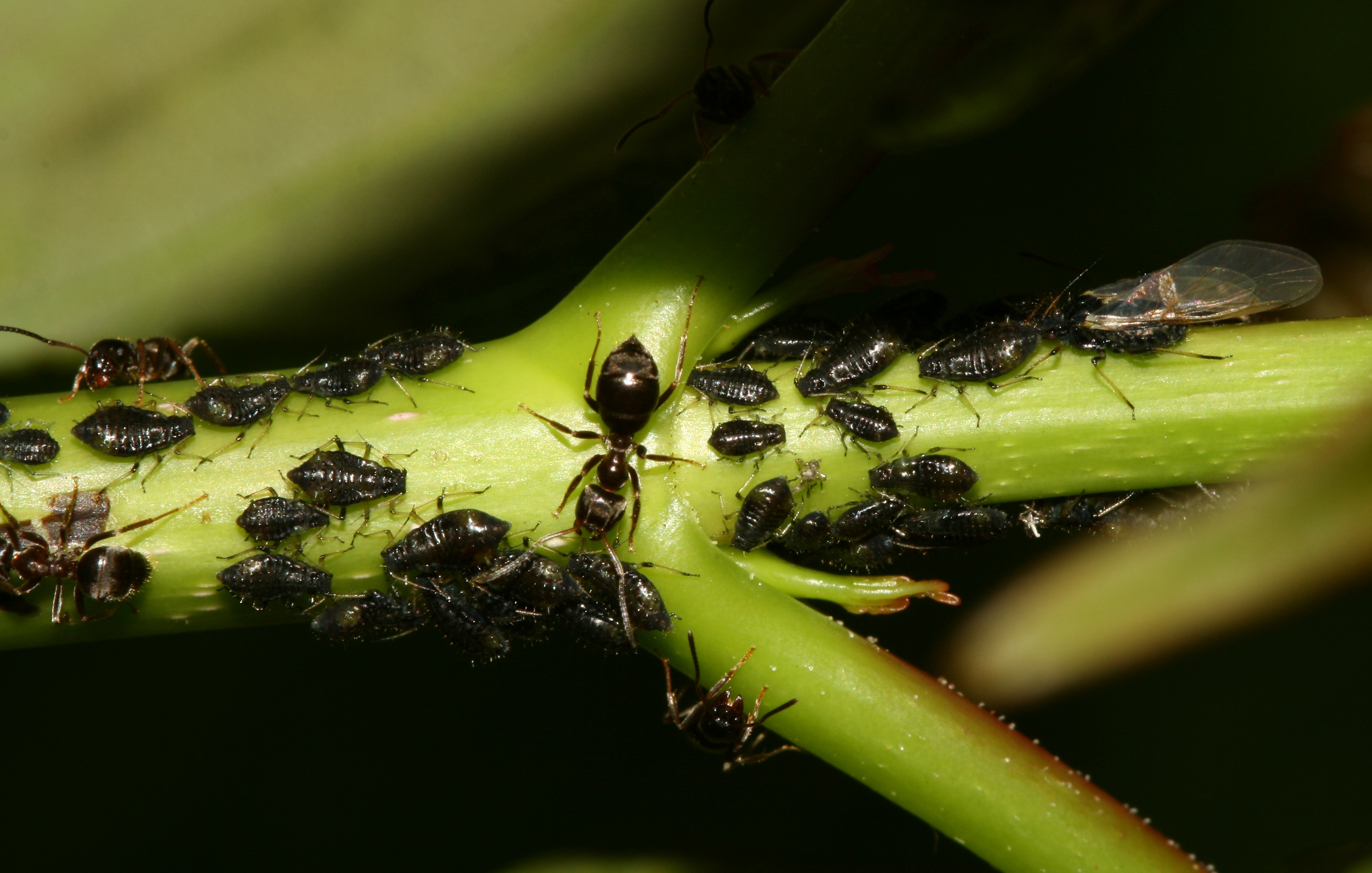
Periphyllus

## Genres

### Tribu: Chaitophorini
- Chaitogenophorus Zhang, Qiao et Chen, 1999
- Chaitophorus Koch, 1854
- Lambersaphis
- Periphyllus Hoeven, 1863 (pucerons de l'érable)
- Pseudopterocomma MacGillivray, 1963
- Trichaitophorus Takahashi, 1937
- Yamatochaitophorus Higuchi, 1972

### Tribu: Siphini
- Atheroides Haliday, 1839
- Caricosipha Börner, 1939
- Chaetosiphella Hille Ris Lambers, 1939
- Laingia Theobald, 1922
- Sipha Passerini, 1860